# Google for Startups
Google for Startups（グーグル・フォー・スタートアップス、旧称：Google for Entrepreneurs）は、2011年にGoogleによって開始されたスタートアップ支援プログラムである。125カ国以上で50を超えるコワーキングスペースやアクセラレーターを展開し、起業家向けの実践的な教育を提供している。
同プログラムは各地のスタートアップコミュニティや、通称「Google Campus」（グーグル・キャンパス、Googleplexとは異なる）と呼ばれるコワーキングスペースのネットワークと協力し、テクノロジー分野の起業家に対してGoogleのデバイスやツール、ワークショップを提供する。Googleは、このプログラムを通じて参加スタートアップが2億5000万ドル以上の資金調達を行い、4600以上の雇用を生み出したと発表している。

## 歴史
2012年3月にイーストロンドンで最初のCampus Londonが設立され、同年12月にはテルアビブにもCampus Tel Avivが開設された。アジア初のキャンパスは2015年に韓国・ソウルに設立され、2016年には南米初のキャンパスがブラジルのサンパウロにオープンした。
キャンパスごとに開催されるイベントは異なり、地域のニーズに応じて言語も異なる。イベントの主催を希望する企業や個人は申請を行い、ブロックチェーン、IoT、フィンテック、機械学習、クラウドコンピューティングなどの技術的テーマや、デジタルマーケティング、プロダクトマネジメント、知的財産権など起業家に必要なスキルをテーマとしたワークショップやカンファレンスが開催される。また、ハッカソンや起業家向けレジデンシープログラム、ヨガやマインドフルネスセッションなども提供されている。
Googleの社員が直接ワークショップ（営業トレーニング、技術的な討論、哲学的な実験など）を開催したり、Google Cloud PlatformなどGoogle製品に関するカンファレンスを行うこともある。
2018年10月、「Google for Entrepreneurs」は「Google for Startups」に改称された。新型コロナウイルス感染症のパンデミックをきっかけに、リモートワークが普及したことを受け、2021年6月にはイーストロンドンのキャンパスが再開しないことが発表された。

## 主なキャンパス所在地
2019年現在、ヨーロッパ、アジア、南米の計7都市にキャンパスを展開している。
- キャンパス・テルアビブ（イスラエル）
- キャンパス・マドリード（スペイン）
- キャンパス・ソウル（韓国）
- キャンパス・ワルシャワ（ポーランド）
- キャンパス・サンパウロ（ブラジル）
- キャンパス・東京（日本）

## ベルリンキャンパス計画と中止
2017年、ドイツのベルリン・クロイツベルク地区にもキャンパス設立が計画されたが、地域のジェントリフィケーション（地域高級化）を懸念する地元住民らの抗議活動が起こり、2018年10月にGoogleは計画を断念し、用地を地元の慈善団体に譲渡すると発表した。